# Spaans gambiet
Het Spaans gambiet is in de opening van een schaakpartij een variant in de schaakopening Spaans. De witspeler offert hierbij de e-pion, de zet van Paul Morphy, waarmee hij in de open verdediging van het Spaans belandt.
Het Spaans gambiet heeft de ECO-code C80. De beginzetten van dit gambiet zijn:
1. e4 e5
2. Pf3 Pc6
3. Lb5 a6
4. La4 Pf6
5. 0-0 Pxe4